# Улица Юрия Никулина
Улица Юрия Никулина — улица на северо-западе Москвы в районе Аэропорт Северного административного округа между Московской и Петровско-Разумовской аллеями.

## Происхождение названия
Проектируемый проезд № 6613 получил название улица Юрия Никулина в январе 2018 года. Проезд назван в честь артиста цирка и кино, директора Цирка на Цветном бульваре, народного артиста СССР, Героя Социалистического Труда Юрия Владимировича Никулина (1921—1997). Название дано в районе станции метро «Динамо» и спорткомплекса «ВТБ Арена». Название было выбрано в результате конкурса и связано с тем, что Юрий Никулин всю жизнь болел за «Динамо».

## Описание
Улица начинается от Московской аллеи рядом с улицей Новая Башиловка, проходит на север между Дворцом тенниса и жилищным комплексом «Арена-Парк», справа от неё отходят улицы Игоря Численко и Михаила Якушина, выходит на Петровско-Разумовскую аллею.